# Mexikó a 2010. évi téli olimpiai játékokon

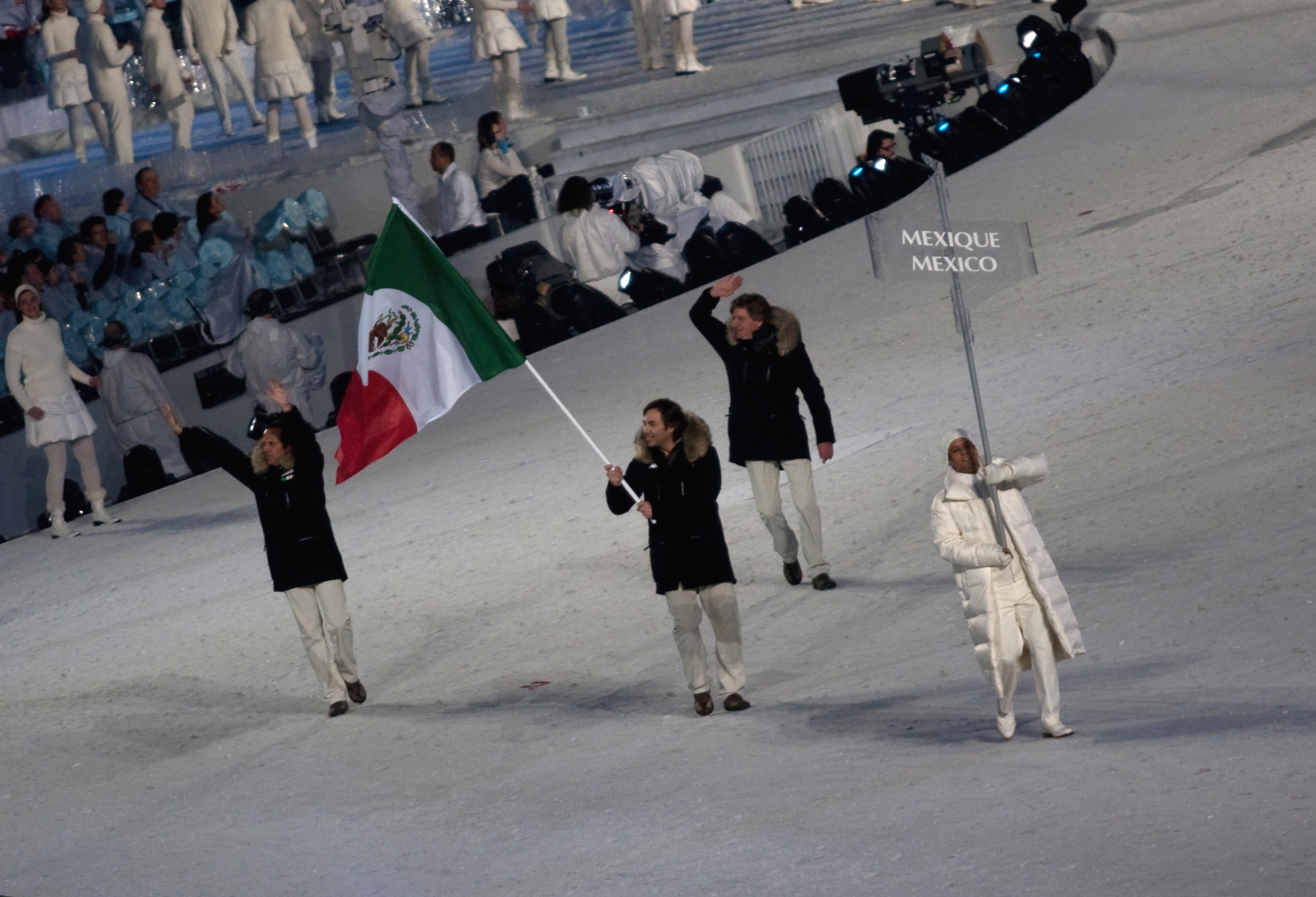
Mexikó olimpiai küldöttsége a megnyitón

Mexikó a kanadai Vancouverben megrendezett 2010. évi téli olimpiai játékok egyik részt vevő nemzete volt. Az országot az olimpián 1 sportágban 1 sportoló képviselte, aki érmet nem szerzett.

## Alpesisí
Férfi
| Versenyző              | Versenyszám      | 1. futam | 1. futam | 2. futam | 2. futam | Összesítés | Összesítés |
| Versenyző              | Versenyszám      | Idő      | Hely.    | Idő      | Hely.    | Idő        | Helyezés   |
| ---------------------- | ---------------- | -------- | -------- | -------- | -------- | ---------- | ---------- |
| Hubertus von Hohenlohe | Óriás-műlesiklás | 1:34,50  | 86.      | 1:36,97  | 77.      | 3:11,47    | 78.        |
| Hubertus von Hohenlohe | Műlesiklás       | 1:02,09  | 52.      | 1:05,69  | 46.      | 2:07,78    | 46.        |